# Commichau (Colditz)
Commichau ist seit 2011 ein Ortsteil der Stadt Colditz im Landkreis Leipzig in Sachsen, zuvor war der Ort ein Ortsteil von Zschadraß.

## Lage und Erreichbarkeit
Commichau liegt ca. 6 km ostnordöstlich der Stadt Colditz und ist über die B 176 und die S44 mit ihr verbunden.

## Geschichte
Als Siedlung wurde Commichau erstmals 1266 unter dem Namen Kumchowe in Urkunden erwähnt.
Am 1. Juli 1950 wurde die bis dahin eigenständige Gemeinde Skoplau eingegliedert.

## Persönlichkeiten
- Alwin Voigt (1852–1922), Lehrer und Ornithologe